# Zams
Zams är en ort och kommun i distriktet Landeck i förbundslandet Tyrolen i Österrike.
Kommunen består av två orter (Ortschaften) (inom parentes invånarantal 1 januari 2024):
- Zammerberg (248)
- Zams (3 394)